# Finep
FINEP HOLDING, SE je česká developerská společnost. Užívá značky Finep, a historicky i Maxima Reality nebo ProBydlení. Společnost se řadí mezi „city developery“, kteří nestaví pouze izolované bytové projekty, ale kteří řeší celkovou infrastrukturu a služby v okolí. Příkladem jsou nové čtvrti Západní Město v Praze-Stodůlkách a Nové Vysočany v lokalitě Prahy 9. Vedle realitních služeb poskytuje skupina FINEP také finanční služby a poradenství.

## Historie
Od založení v roce 1995 se podílela na výstavbě více než 15 tisíc bytů v Praze. V roce 2006 rozšířil FINEP svou působnost za hranice České republiky, na Slovensko do Bratislavy, od roku 2013 realizuje projekt také v Mongolsku ve městě Erdenet.   
Zakladatelé Vladimír Schwarz a Tomáš Zaněk mají ve společnosti podíl 24 %, stejný podíl mají také Michal Kocián a Pavel Rejchrt, kteří jsou spolumajiteli od roku 1997. Minoritní podíly drží Tomáš Pardubický (3 %) a Štěpán Havlas (1 %). V roce 2006 získali majitelé skupiny Finep 50% podíl ve společnosti N.J.B. REAL a.s., která o dva roky později zahájila na západním okraji Prahy výstavbu rozsáhlého projektu Západní město.
V roce 2008 byla část projektu vyčleněna do šesti samostatných společností. U dvou z nich Finep obratem prodal část svého podílu kyperské společnosti CS PROPERTY INVESTMENT LIMITED patřící do skupiny České spořitelny.
V prosinci 2010 došlo k prodeji první z těchto šesti společností. Realitní skupina Czech Property Investments ovládaná Radovanem Vítkem koupila společnost Office Center Stodůlky DELTA vlastnící kancelářskou budovu ve tvaru diamantu pronajatou společnosti Siemens. Tento projekt získal cenu časopisu CIJ za nejlepší český kancelářský projekt roku 2010 a současně Finep obdržel ocenění „CIJ český developer roku“. Z účetního pohledu však prodej této společnosti znamenal ztrátu v řádu desítek milionů korun, která přispěla k celkové ztrátě 194 milionů korun vykázané za rok 2010. Za rok 2011 vykázala skupina FINEP ztrátu 70 milionů korun. Společnost Office Center Stodůlky BETA v roce 2012 dokončila kancelářské budovy pro Komerční banku. O dva roky později zde byla dokončena nová kancelářská budova pro společnost Vodafone.
V roce 2011 FINEP zahájil spolupráci s bytovým družstvem SBD Praha a stal se tak průkopníkem nové družstevní výstavby v České republice. Postavil více než 1500 nových družstevních bytů v Praze, konkrétně pak v projektu Prosek Park na Proseku, Britská čtvrť ve Stodůlkách a Malý háj ve Štěrboholech. O roku 2018 realizuje FINEP i výstavbu družstevního bydlení na Barrandově v rezidenčním projektu Kaskády Barrandov. V roce 2019 zahájil prodej bytů v projektu Rezidence Pergamenka v pražských Holešovicích. V roce 2019 FINEP zveřejnil svůj záměr vstoupit do segmentu nájemního bydlení, pro které již realizuje svůj první nájemní bytový dům na pražském Barrandově. další nájemní projekt prodal v Holešovicích investičnímu fondu Heimstaden.
V letech 2014 až 2019 vlastnil FINEP společnost MAXIMA Reality, která je největší nesíťová realitní kancelář v ČR. V roce 2016 spustila developerská skupina nový projekt – třípatrový showroom a služby ProBydlení. ProBydlení, nově pod názvem FINEP Interiéry je zaměřeno vybavení domácností, design a samotnou realizaci bytového interiéru. V lednu 2020 FINEP představil plán rozsáhlého stavebního projektu v okolí stanice metra Opatov. V tom stejném roce FINEP uvedl na trh i rezidenční projekty Rezidence U Šárky na Praze 6 a U Sluncové na Praze 8 v Karlíně.

## Významné projekty
Panorama Barrandov

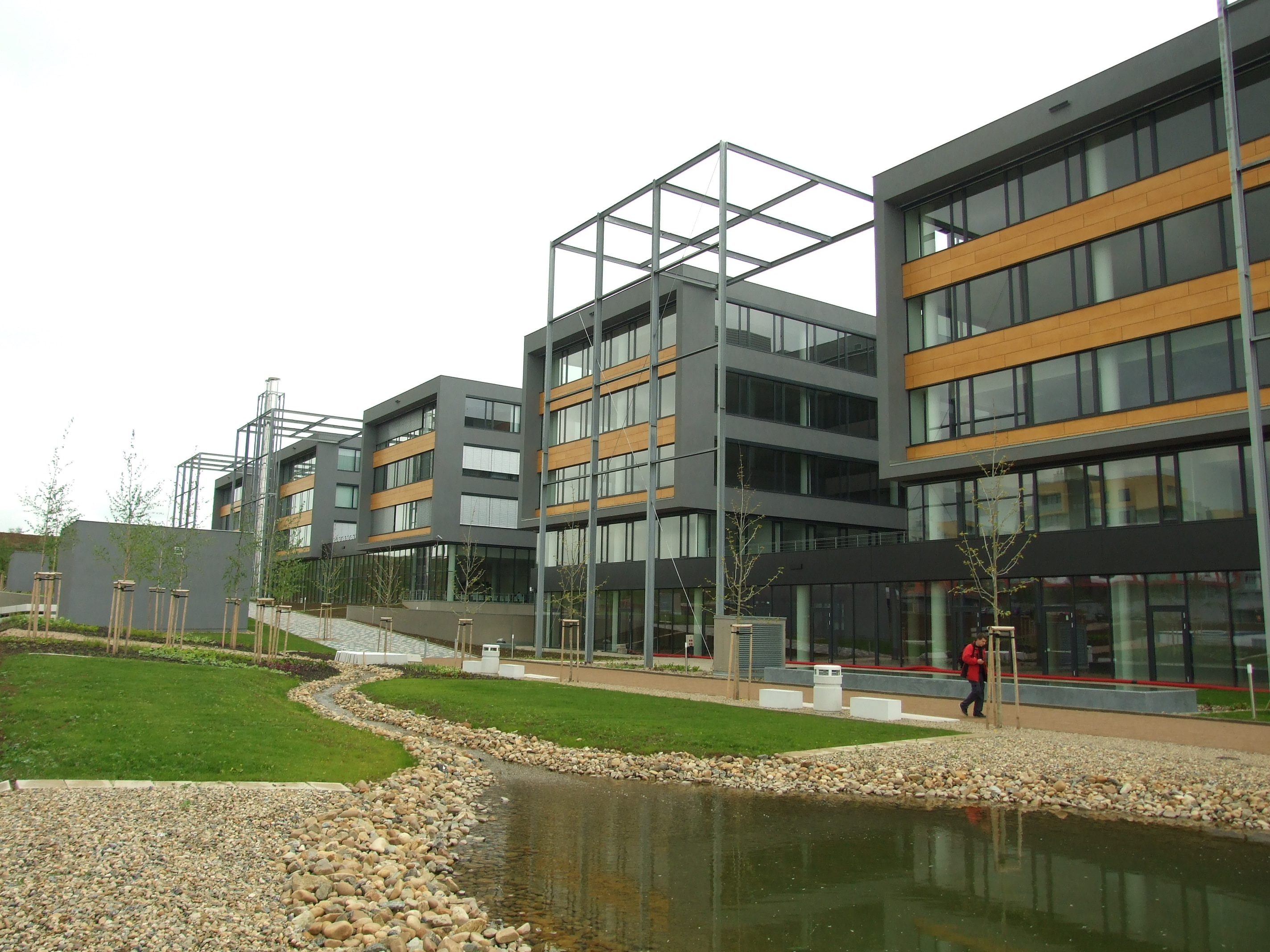
Západní Město

V dubnu roku 2000 byl realizován projekt „PANORAMA BARRANDOV“, v rámci nějž vzniklo 240 nových bytových jednotek. Tento objekt byl mezi osmi finalisty soutěže Best of Realty 2002. Další výstavbu na Barrandově Finep realizuje v rámci projektu Kaskády Barrandov. Na Barrandově FINEP v letech 2001 až 2005 postavil tisíc nových bytů a v roce 2012 se do lokality vrátil se čtvrtou a pátou etapou výstavby Kaskády Barrandov. V roce 2018 zde Finep zahájili prodej etap s číslem VI (byty do osobního vlastnictví) a VII (družstevní bydlení). Nyní (březen 2021)  zde prodává již etapu s pořadovým číslem XIV.
Plánem FINEPu je zde v rámci další výstavby postavit nejen moderní domy, ale také parky, odpočinkové zóny, obchodní prostory a také nové barrandovské náměstí. Aktuálně je v projektu Kaskády Barrandov (historicky i Panorama Barrandov) postaveno přes 1700 bytů v osobním i družstevním vlastnictví. A aktuálně jsou Kaskády rezidenční projekt, který disponuje i nabídkou nájemního bydlení v jednom bytovém domě, který byl od počátku realizován pro nájemní bydlení v 70 moderních nájemních bytech kategorií od 1kk až po rodinné 4kk.
Středobodem rezidenčního projektu je  nyní nově budované centrální náměstí Olgy Scheinpflugové, skrze které již nyní vede nově otevřená tramvajová trať, která v příštím roce bude mít konečnou zastávku ve Slivenci. Součástí náměstí (polovina se již blíží k dokončení) budou i obchodní jednotky a je zde plánovaná i budova lokálního pivovaru. Na Barrandově vzniká i umělecká galerie pod oblohou, jejíž součástí budou kovové plastiky českého umělce Lukáše Raise, který na konci roku 2021 ozdobil fasádu jednoho domu u náměstí svou skulpturou.
Bydlení Mazanka
Projekt Bydlení Mazanka na kopci v Praze 8 přinesl v roce 2005 celkem 171 nových bytů. Projekt je koncipován jako uzavřená zástavba s centrálním vstupem a parkem ve vnitrobloku. Projekt získal cenu Nejlepší z realit (Best of Realty) v kategorii Rezidenční projekty.
Nová Harfa
Projekt Nová Harfa se nachází ve velkém rozvojovém území Nové Vysočany a byla první rezidenční výstavbou tohoto nového centra Vysočan. I. etapa byla dokončena na jaře 2007 a nabídla téměř 700 bytových jednotek, II. etapa na podzim roku 2007 přinesla 391 bytů. V roce 2009 byla zahájena druhá velká fáze projektu (Harfa Park), která se nachází severně od ulice Pod Harfou a ve své jižní části navazuje na první fáze výstavby projektu Nová Harfa. V letech 2009–2015 byly dokončeny další dvě etapy projektu – Harfa Park IV (100 bytů) a Harfa Park V (130) bytů. Šestá etapa se realizuje. V roce 2017 zde Finep otevřel dětské hřiště a městský park. V roce 2020 se FINEP do lokality vrátil a prodává zde nově další dvě etapy s čísly VII a VIII.
Britská čtvrť
Britská čtvrť je první rezidenční etapou projektu Západní Město, vznikajícího v pražských Stodůlkách. Historie Britské čtvrti se začala psát v roce 2007, kdy byla zahájena první etapa výstavby. Ta byla dokončena v roce 2009 a vzniklo v ní 298 nových bytů v devíti bytových domech, dětské hřiště a vyhlídkové jezírko s dřevěnou lávkou. V dalších čtyřech etapách vzniklo 375 bytů. Na jaře 2015 se nacházela ve stádiu výstavby již šestá etapa projektu a další byly ve stádiu přípravy. Aktuálně zde (březen 2020) prodává již svou etapu s číslem XIV.
Britská čtvrť je situována v sousedství s administrativním komplexem City West (100 000 m2 kancelářských ploch – developer také FINEP). Doposud zde byla či je realizována výstavba celkem 1343 bytů (z toho v osobním vlastnictví prodáno 1165 bytů a družstevní vlastnictví 178 bytů) a 71 rodinných domů. Aktuálně (léto 2018) zde žije cca 3 tisíce lidí a v kancelářích zde od pondělí do pátku pracuje přes 7 tisíc lidí. Lokalitu dnes plně využívá (i co se týče služeb, dopravy, městské infrastruktury, atd.) okolo 10 tisíc lidí.
Britská čtvrť patří mezi jednu z „nejzelenějších“ nových městských čtvrtí, kdy zde aktuálně doposud vybudované travnaté / přírodní plochy zabírají přes 30 tisíc m2, což je téměř ¾ plochy Václavského náměstí. A další plochy se zde připravují. V létě 2016 zde bylo otevřeno velké dětské hřiště a před dvěma lety zde FINEP otevřel největší venkovní pražskou fitness posilovnu pod modrou oblohou..
Nově je zde např. nová servisní stanice pro opravy kol či kočárků, nebo se zde buduje nový zelený park.
Na hvězdárně
Rezidenční čtvrť Na Hvězdárně je nejluxusnějším projektem FINEPu, který vytvořil novou čtvrť nad Velkou Chuchlí v lokalitě „Hvězdárna“. Projekt je navržen architektonickým ateliérem AHK architekti a dokončen byl v roce 2009. Tvoří ho 164 domů, z toho je 146 rodinných a 18 bytových domů. V rámci projektu vznikly dvě dětská hřiště.  
Prosek Park
Celkem 13 let, 1 660 moderních městských bytů (z toho 1 236 bytů v osobním vlastnictví a 424 družstevních bytů), 20 rezidenčních domů a celkem 13 etap bytové výstavby na Proseku. Za FINEPem jde přeměna oblasti nevyužívaného brownfieldu o velikosti 72 200 m2 na moderní městskou rezidenční oblast. Ta všem svým obyvatelům po dokončení výstavby nabídne nejen bydlení, ale také základní občanskou vybavenost. V lokalitě bude k dispozici prodejna potravin, kavárna i lékařské ordinace. Kromě komerčních ploch má Prosek Park také městské travnaté parky se stromy, lavičkami nebo polyfunkčním sportovním hřištěm dětskými prolézačkami. V září 2018 je zde v prodeji poslední XIII. etapa. V roce 2017 zde Finep otevřel velké dětské i sportovní hřiště.
Malý háj
V pražských Štěrboholech staví FINEP od roku 2007 novou městskou rezidenční čtvrť s názvem Malý háj. Ten nabízí mix moderních městských bytů v osobním i družstevním vlastnictví, tak i rodinných řadových domů s vlastními pozemky. Doposud zde byla nebo je realizována výstavba celkem 1377 bytů (z toho v osobním vlastnictví 1040 bytů a družstevní vlastnictví 337 bytů) a 78 rodinných domů. Probíhá zde vedle prodejů bytů a rodinných domů i výstavba velkého centrálního parku a obchodních prostor v rámci rezidenčních domů.  
V lokalitě Malého háje byla na jaře 2022 otevřena nová autobusová linka, která obsluhuje přímo lokalitu. V roce 2021 zde bylo otevřeno velké dětské hřiště a multifunkční sportovní hřiště. V plánu jsou zde další venkovní sportoviště a ve spolupráci s městskou částí Dolní Měcholupy se zde připravuje realizace nové základní školy. V lokalitě je nabídka bytů v družstevním i osobním vlastnictví (celkem jde již o téměř 1200 bytů) a rovná stovka rodinných domů. Součástí projektů je i již realizovaný dům s pečovatelskou funkcí.   
Holešovice – Rezidence Pergamenka
Od jara 2019 prodává Finep nové moderní byty v projektu Rezidence Pergamenka v srdci Holešovic. Jde o projekt, ve kterém se spojuje nadčasová architektura, která v tzv. blokové výstavbě zachovává původní ráz již stávající okolní zástavby a komfortní městské bydlení, jehož součástí bude i menší útulné náměstí a volně přístupné zelené plochy ve vnitrobloku, které přímo volají po odpočinku uvnitř města. Součástí nově prodávaného projektu Rezidence Pergamenka bude i rekonstrukce historické budovy prodejny Ferony, na kterou naváží s realizací parku, jehož dominantou bude revitalizovaný ocelový skelet bývalých skladových budov. V současnosti (léto 2020) je v prodeji již druhá etapa.
Rezidence U Šárky
Nový rezidenční projekt na Praze 6, který Finep začal prodávat v květnu 2020 s nabídkou prvních bytových domů s byty v osobním i družstevním vlastnictví. Součástí nového bytového projektu u budoucí konečné stanice tramvaje bude realizace i nového městského lesoparku, díky kterému dojde protažení tzv. zeleného pásu zeleně největšího pražského přírodního parku Divoká Šárka i přes ulici Evropská.
U Sluncové
Nový, komorní, projekt v pražském Karlíně, který ve dvou etapách nabídne jen 107 bytových jednotek.Prodej bytů byl zahájen v červnu 2020.
City West
Západní Město je komplex administrativních budov a nových odpočinkových ploch, který postupně vzniká poblíž metra v lokalitě pražských Stodůlek. Dominantou komplexu je desetipodlažní budova ve tvaru diamantu, ve které má své sídlo společnost SIEMENS. V současnosti se komplex administrativních a kancelářských budov rozkládá na 95 000 m² a pracuje zde přes 6500 lidí. Administrativní komplex City West byl v roce 2010 oceněn v soutěži Best of Realty. S tímto projektem se společnost FINEP umístila v žebříčku TOP 50 kancelářských developerů 2000–2010 ve střední Evropě, který sestavil magazín Construction & Investment Journal. Doposud poslední budovou, která zde byla postavena, je nová centrála společnosti Vodafone, která byla dokončena v roce 2014 a získala certifikaci LEED. Předcházela jí výstavba nové centrály společnosti Komerční banka, která získala certifikát BREEAM pro ekologicky šetrné budovy. Vzniklo zde i nové centrální náměstí (Náměstí Junkových), které navazuje na nově vznikající park a propojuje administrativní část s rezidenční Britskou čtvrtí. Poslední etapou v rámci I. etapy výstavby City West byla budova A1, tak byla v roce 2017 prodána Komerční bance.

## Další stavební projekty
- Na Fialce
- Kaskády Barrandov
- Trojský vrch
- Bytový park Prosek
- Císařka
- Na Hvězdárně
- Malý háj
- Bydlení Nad Přehradou
- Jégeho alej[48]
- Vežiak na Šancovej[49][50][51]